# Vänersborgs kommun
Vänersborgs kommun er en svensk kommune i Västra Götalands län i landskabet Västergötland og Dalsland. Hovedbyen er Vänersborg, som ligger nær Vänerns sydspids.

## Församlingar og byer efter landskaber
- I Västergötland:
  - Vänersborgs församling
    - Vänersborg (Større by)
    - Båberg
    - Djupedalen
    - Grunnebo
    - Kristinelund

  - Väne-Ryrs församling
    - Väne-Ryr

  - Västra Tunhems församling
    - Vargön (Større by)
    - Nordkroken (Større by)
    - Floget
    - Holstorp

  - Vänersnäs församling
    - Vänersnäs
- I Dalsland:
  - Frändefors församling
    - Frändefors (Større by)
    - Forsane
    - Kristinelund
    - Stigsberget

  - Brålanda församling
    - Brålanda (Større by)

  - Gestads församling
  - Sundals-Ryrs församling

58°23′00″N 12°19′00″Ø / 58.383333333333°N 12.316666666667°Ø